# Ульрих, Ян
Ян Ульрих (нем. Jan Ullrich; род. 2 декабря 1973 года в Ростоке, ГДР) — в прошлом профессиональный немецкий велогонщик, победитель «Тур де Франс» и «Вуэльты», олимпийский чемпион и чемпион мира.

## Биография
Его профессиональная карьера началась в 1995 году, спустя всего два года он выигрывает Тур-де-Франс в квалификации лучшего молодого гонщика и общий зачёт.
Немец был главным соперником Лэнса Армстронга — Ульрих победил на «Тур де Франс» только в 1997, был вторым в 2000, 2001 и 2003 годах — побеждал тогда Армстронг, позже лишенный всех титулов. Но победы к немцу не перешли, трофеи «черного периода» для «Тура» 1999-2005 годов до сих пор остаются без обладателей.
В 2002 году Ульрих отбывал дисквалификацию за прием амфетаминов.
На «Туре»-2003 на одном из решающих этапов Армстронг упал, а Ульрих, боровшийся за лидерство в гонке, подождал его, чтобы продолжить сражение в честной борьбе.

### Окончание карьеры
Немец завершил профессиональную карьеру в феврале 2007 года. В 2010 году немцу был поставлен диагноз «эмоциональное выгорание».
Часть спортивных результатов Яна была аннулирована: гонщика уличили в употреблении кровяного допинга — Спортивный арбитражный суд (CAS) в феврале 2012 года дисквалифицировал Ульриха за пользование услугами клиники доктора Фуэнтеса и аннулировал все его результаты начиная с 1 мая 2005 года, включая третье место на «Тур де Франс»-2005.
После аварии в состоянии алкогольного опьянения, Ян Ульрих больше не принимает участие в спортивных состязаниях — Ульрих получил 18 месяцев тюрьмы условно за ДТП.
В августе 2018 года Ульрих обвинялся в проникновении в дом актера Тиля Швайгера, а также избиении девушки по вызову, в конце лета немец обратился за помощью в психиатрическую клинику.

## Достижения

### Результаты на Гранд Турах
| Grand Tour | 1996 | 1997 | 1998 | 1999 | 2000 | 2001 | 2002 | 2003 | 2004 | 2005 | 2006 |
| ---------- | ---- | ---- | ---- | ---- | ---- | ---- | ---- | ---- | ---- | ---- | ---- |
| Giro       | –    | –    | –    | –    | –    | 52   | –    | –    | –    | –    | WD   |
| Tour       | 2    | 1    | 2    | –    | 2    | 2    | –    | 2    | 4    | 3    | –    |
| Vuelta     | –    | –    | –    | 1    | WD   | –    | –    | –    | –    | –    | –    |